# Senterada
Senterada (español: Santa Grata) es una localidad y un municipio español de la comarca del Pallars Jussá, en la provincia de Lérida, situado al norte de la comarca, entre las de Alta Ribagorza y Pallars Sobirá.

## Topónimo
El topónimo Senterada, el pueblo y el municipio, tienen su origen en el monasterio visigótico de Santa Grata.  La evolución en catalán occidental del nombre del monasterio da el actual nombre por simplificación del grupo -gr- y sonorización de la -t- de la última sílaba.
Así lo establece el filólogo Joan Corominas con profusión de detalles y una explicación bastante clara.

## Geografía humana

### Demografía
Cuenta con una población de 158 habitantes (INE 2024).
| Gráfica de evolución demográfica de Senterada entre 1842 y 2021 |
| |
| Población de derecho según los censos de población del INE Población de hecho según los censos de población del INEEntre el censo de 1857 y el anterior, crece el término del municipio porque incorpora a 255081 (Cadolla), 255123 (Ciérvoles), 255204 (Lareu), 255269 (Nahens), 255297 (Puigcerver), 255309 (Reguart) |

## Entidades de población
| Entidades de población | Habitantes (2005) |
| ---------------------- | ----------------- |
| El Burguet             | 2                 |
| Cadolla                | 3                 |
| Ciervoles              | 5                 |
| Lareu                  | 3                 |
| Lluçà                  | 5                 |
| Nahens                 | 13                |
| Puigcerver             | 5                 |
| Reguart                | 5                 |
| Senterada              | 72                |

## Economía

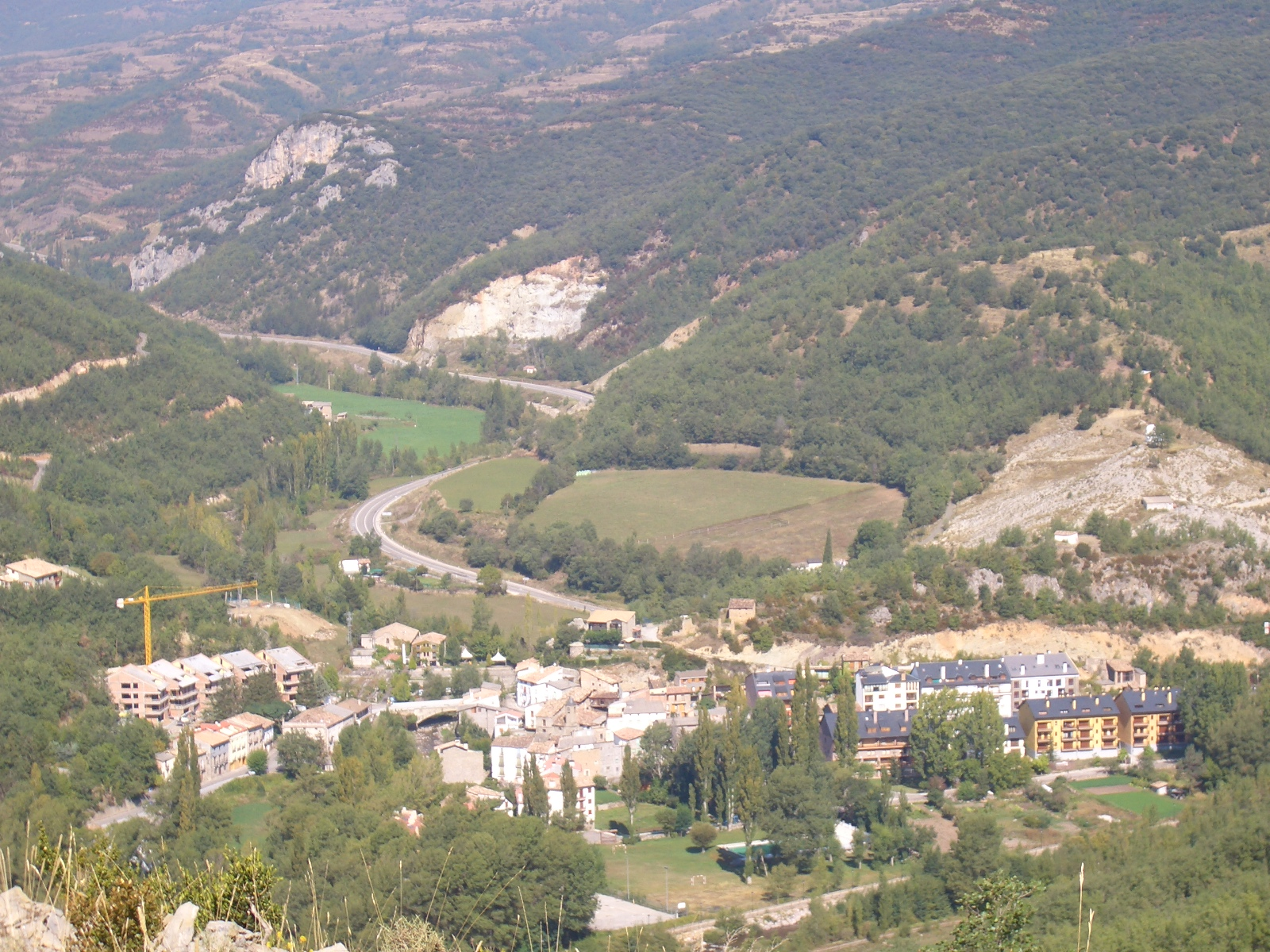
Senterada, octubre de 2007.

Agricultura de secano (cereales, viña y olivos). Turismo.

## Festividades
- 28 de julio- San Víctor
- 15 de agosto- Fiesta mayor